# Made of Bricks
Made of Bricks je debutové album britské zpěvačky Kate Nash, které vyšlo v roce 2007 a v prvním týdnu prodeje se dostalo na první místo prodejního žebříčku ve Velké Británii.
Album vyšlo o pět týdnů dříve, než bylo původně v plánu, z důvodu úspěšného tažení singlu Foundations britskou hitparádou.
V USA se deska dostala nejvýše na 36. místo, kdy si ji v prvním týdnu prodeje koupilo 16 000 lidí.

## Seznam písní
1. Play – 1:11
2. Foundations – 4:05
3. Mouthwash– 5:01
4. Dickhead – 3:42
5. Birds – 4:25
6. We Get On – 4:34
7. Mariella – 4:15
8. Shit Song – 3:05
9. Pumpkin Soup – 2:59
10. Skeleton Song – 5:07
11. Nicest Thing – 4:05
12. Merry Happy/Little Red – 13:10

### Bonus
13.   A Is for Asthma – 2:37

## Umístění
| Hitparáda      | Umístění |
| -------------- | -------- |
| Velká Británie | 1        |
| Irsko          | 8        |
| Belgie         | 20       |
| Svět           | 23       |
| USA            | 36       |
| Německo        | 38       |
| Francie        | 39       |
| Švýcarsko      | 39       |
| Nizozemsko     | 41       |
| Rakousko       | 51       |
| Austrálie      | 96       |